# 24045 Unruh
24045 Unruh là một tiểu hành tinh vành đai chính với chu kỳ quỹ đạo là 1563.9442047 ngày (4.28 năm).
Nó được phát hiện ngày 30 tháng 9 năm 1999.